# AnnaLaura Cantone
AnnaLaura Cantone (Alessandria, 14 agosto 1977) è un'illustratrice e disegnatrice italiana.
È specializzata nella letterarura per l'infanzia; sono stati pubblicati centinaia di suoi libri tradotti nei vari continenti. È character design e Art Director in film di animazione e in serie televisive. La sua arte è apprezzata in molti paesi.

## Biografia
Nel 1991 si iscrive all’Istituto d'Arte di Acqui Terme, Dipartimento Decorazione Pittorica. Dopo essersi diplomata si iscrive all'Istituto Europeo di Design di Milano, Dipartimento di Illustrazione. Qui si diploma nel 1999, ottiene una borsa di studio per i risultati mostrati, e viene successivamente assunta come docente di "Illustrazioni per l'infanzia". Entra nel mondo del lavoro illustrando qualche libro di testo scolastico per Bruno Mondadori e diverse storie per bambini con editori milanesi come Fabbri Editori, Feltrinelli, Arka e straniere come Ta Chien Publishing di Tainan. Nel 2002 pubblica una dozzina di libri in Svizzera, Paesi Bassi, Francia, Cina e Giappone. Dopo un secondo posto nel 2002 con una storia ingarbugliata,  entra nell'albo d'oro del premio Andersen nel 2003 con Una sposa buffa buffissima bellissima e l'anno successivo, con Manuale di piccolo circo.
Le sue opere sono selezionate per partecipare a fiere in varie parti del mondo, dalla Fiera del libro per ragazzi di Bologna, anni 2002 2004 e 2005, alla Biennale di Bratislava del 2003, dalla fiera Tibe di Taiwan e Taipei del 2004 all’American society of illustration di New York, fino alla books Sheffield awards del 2008. 
Contemporaneamente ha una notevole attività espositiva partecipando a molte mostre collettive e personali, inizia con una mostra personale presso la Libreria Bocca di Milano nell'ottobre del 2000, correlata da catalogo edito Libreria Bocca. in italia e all'estero come nel 2003 all'Istituto italiano di cultura di Londra e nel 2007 alla Mostra internazionale dell'illustrazione per l'infanzia di Sarmede. Insieme a 21 artisti come Bruno Munari, Emanuele Luzzati e Altan che si sono cimentati nell'illustrazione delle favole di Gianni Rodari  è selezionata per rappresentare nel mondo le eccellenze italiane con mostre in città come Beirut, Auckland, Bratislava, Chicago, Taipei e molte altre
Nel 2008 tre personaggi da lei ideati diventano animati grazie a una collaborazione con la Rai con cui realizza Pipì, Pupù e Rosmarina, serie di 78 episodi animati trasmessi da Rai Yoyo..
Nel 2011 gli stessi tre personaggi sono protagonisti anche di una serie animata di 5 dvd edita da Multimedia San Paolo.
Nel 2018 nel ruolo di character design contribuisce alla realizzazione del film *Pipì, Pupù e Rosmarina in Il mistero delle note rapite diretta dal regista Enzo D'Alò, con le voci di Giancarlo Giannini e Francesco Pannofino.

## Opere (selezione)

### Illustrazioni e testi per libri
- (EN) Mouldy monsters, in Internet Archive, London, Campbell books, 2011, ISBN 9780230753945.
- (DE) Noé Carlain e Kathrin Jockusch, 'Pups macht das Mammut : Vorsicht tierische Geräusche!, Gerstenberg, Hildesheim, 2009, ISBN 9783836952033, OCLC 552430003.
- (ZH) Huijing Chen, Guo wang de xin yi, Xianggang, Jiao yu chu ban she you xian gong si, 2004, ISBN 9789621249739, OCLC 730266804.

### Illustrazioni per libri

#### Periodo 2000-2002
- Maria Vago, La befana cambia look?, Milano, Arka, 2000, ISBN 9788880721093.
- Wilhelm Grimm, Cappuccetto rosso, Milano, Fratelli Fabbri, 2001, OCLC 61400253.
- Alessia Garilli, Papavero con sorpresa, da un'idea di A:C:, Milano, Arka, 2001, ISBN 88-8072-111-9, SBN LO10541441.
  - (ZH) Alessia Garilli, Ying su hua li de jing qi, Edizione cinese, in italiano: Papavero con sorpresa, 2002, ISBN 9789572089491, OCLC 226095675.
  - (JA) Alessia Garilli, Bikkuri popi, edizione giapponese, in italiano: Papavero con sorpresa, 2002, ISBN 9784061892200, OCLC 675113588.
- A.C, Una storia ingarbugliata, Secondo classificato al premio Andersenj per miglior illustrazione 0-6 anni, Milano, Fabbri, 2001, ISBN 9788845126390.[4]
- Emanuela de Ros, Il giornalino Larry, Milano, Feltrinelli, 2001, ISBN 9788807920400.
- Emanuela de Ros, La nonna di elena, Milano, Feltrinelli, 2002, ISBN 9788807920486.
- (NL) Brigitte Weninger, Zebra tekent, Voorschoten, De Vier Windstreken, 2002, ISBN 9789055797066, OCLC 67010873.
- (NL) Brigitte Weninger, Zebra kleedt zich aan, Voorschoten, De Vier Windstreken, 2002, ISBN 9789055796434, OCLC 67010893.
- (NL) Brigitte Weninger, Een dag met Zebra, Voorschoten, De Vier Windstreken, 2002, ISBN 9789055797073, OCLC 67010861.
- (FR) Brigitte Weninger, Zara Zébra ne s'ennuie pas!, Gossau (Zurigo), Editions Nord-Sud, 2002, ISBN 9783314215926, OCLC 1038018539.
- (FR) Brigitte Weninger, Zara Zébra partage, Gossau (Zurigo), Editions Nord-Sud, 2002, ISBN 9783314215933, OCLC 1111738239.
- Brigitte Weninger, Zara Zebra conta, Gossau (Zurigo), Nord-Sud Edizioni, 2002, ISBN 9788882035501.
  - (EN) Brigitte Weninger, Zara Zebra counts, New York, North-South Books, 2002, ISBN 9780735817296.
- (EN) Brigitte Weninger, Zara Zebra gets dressed, New York, North-South Books, 2002, ISBN 9780735817302.
- (EN) Brigitte Weninger, Zara Zebra's busy day, New York, North-South Books, 2002, ISBN 9780735817326.
- (EN) Brigitte Weninger, Zara Zebra draws, New York, North-South Books, 2002, ISBN 9780735817319.

#### Vari su Internet Archive
- (EN) Alan Madison, Pecorino's first concert, in Internet Archive, New York, Atheneum Books for Young Readers, 2005, ISBN 9780689859526.
- (EN) Alan Madison, Pecorino's plays ball, in Internet Archive, New York, Atheneum Books for Young Readers, 2005, ISBN 9780689865220.
- (EN) Deborah Noyes, in Internet Archive, 2005, ISBN 9780618416073.
- (ZH) Roberto Piumini, in italiano:Batticuore ed altre emozioni, in Internet Archive, Nanjing Shi, Yi lin chu ban she, 2014, OCLC 1330871231.
- (ES) Daniel Monedero, Mateo Camaleon, in Internet Archive, Saragoza, Edelvives, 2015, ISBN 9788414000687.
- (EN) Emily Jenkins, My favorite thing, in Internet Archive, New York, London, Toronto, Sidney, Atheneum books for young children, 2004, ISBN 9780689849756.

#### Gianni Rodari
- L'omino dei sogni, Milano, RCS MediaGroup, 2021, OCLC 1406828823.[15][16]
  - (ES) El hombrecillo de los sueños, Barcellona, Picarona, 2013, ISBN 9788498676105.
- Storie di Marco e Mirko, Milano, RCS MediaGroup, 2020, OCLC 1312622179.[16]
- Alice nelle figure, San Dorligo della Valle, Emme, 2020, ISBN 9788867145485.[17][16]
- La casa del signor Venceslao, San Dorligo della Valle, Emme, 2020, ISBN 9788829600649.
- Gianni Rodari, Tante storie per giocare, San Dorligo della Valle, Einaudi ragazzi, 2022, ISBN 9788879268813.
- (ES) Patapam en los cuentos, Barcellona, Lumen, 2003, ISBN 9788448824242.
- A giocare col bastone, San Dorligo della Valle, Emme, 2014, ISBN 9788867142804.
- Il topo che mangiava i gatti, San Dorligo della Valle, Emme, 2014, ISBN 9788867142309.
- La macchina per fare i compiti e altre storie, Roma, Editori riuniti, 2003, ISBN 9788835953340.
- Il gatto parlante e altre storie, Roma, Editori riuniti, 2003, ISBN 9788835953333.
- (FR) Animaux, mais pas trop, Touluse, Milan Jeunesse, 2008, ISBN 9782745931597.
- Fiabe lunghe un sorriso, Barcellona, Editori Riuniti, 2006, ISBN 9788835951070.
- (ES) Animales sin zoo, Barcellona, Molino, 2014, ISBN 9788498676105.
  - (HE) Ḥayot beli gan-ḥayot, Tel Aviv, אגם,, 2014, OCLC 212400631.

#### Anna Cerasoli
- Anna Cerasoli, Gatti neri gatti bianchi, Firenze,Trieste, 2013, ISBN 9788873075295.[18]
  - (PL) Anna Cerasoli, Koty czarne koty białe : wszyscy, nikt, ktoś, edizione polacca, Gdańsk, Wydawnictwo Adamada, 2022, ISBN 9788381184991.
  - (ES) Gatos blancos, gatos negros, edizione spagnola, Madrid, Maeva Young, 2016, ISBN 9788416363995, OCLC 966300858.
  - (FR) Micmac chez les matous, edizione francese, Paris, le Pommier, 2012, ISBN 9782746506152.
  - (KO) 검은 고양이만 사는 마을, edizione coreana, 2014, ISBN 9788994449449, OCLC 1236560054.

#### Davide Calì
- (DE) Omas unglaubliche Reise, Wein, Betz, 2008, ISBN 9783219113631.
- (FR) Un papa sur mesure, Paris, Gallimard jeunesse, 2016, ISBN 9782070589906.
- Voglio una mamma-robot, Milano, Arka, 2019, ISBN 9788880721635.
- C'est quoi l'amour?, Paris, Serbacane, 2020, ISBN 9782377313792.

#### Guia Risari
- Una gallina nello zaino, Milano, Terre di Mezzo, 2019, ISBN 978-88-6189-521-8.
- Una gallina in mongolfiera, Milano, Terre di Mezzo, 2020, ISBN 978-88-6189-602-4.
- Una gallina in cattive acque, Milano, Terre di Mezzo, 2023, ISBN 979-12-5996-151-8.[19]

(elenco da completare)

### Film
Enzo D'Alò, Pipì, Pupù e Rosmarina in Il mistero delle note rapite, 2017.

### Serie televisive
- Pipì, Pupù e Rosmarina, serie di decine di episodi animati[21]

### dvd
- (IT, EN) Pipì Pupù e Rosmarina, vol. 1, Milano, Multimedia San Paolo, 2011, OCLC 1117150516.
- (IT, EN) Pipì Pupù e Rosmarina, vol. 2, Milano, Multimedia San Paolo, 2011, OCLC 898553097.
- (IT, EN) Pipì Pupù e Rosmarina, vol. 3, Milano, Multimedia San Paolo, 2011, OCLC 1117088468.
- (IT, EN) Pipì Pupù e Rosmarina, vol. 4, Milano, Multimedia San Paolo, 2011, OCLC 898652855.
- (IT, EN) Pipì Pupù e Rosmarina, vol. 5, Milano, Multimedia San Paolo, 2011, OCLC 1116213828.

## Premi e riconoscimenti
- Beatrice Masini, Una sposa buffa, buffissima, bellissima, Miglior libro illustrato 0-6 anni, terza edizione, Milano, Arka, 2011, ISBN 9788880721277.
- Claudio Madia, Manuale del piccolo circo, Menzione speciale, Milano, Feltrinelli kids, 2003, ISBN 9788807920622.[22]